# Вељке Ухерце
Вељке Ухерце (слч. Veľké Uherce) насељено је мјесто са административним статусом сеоске општине (слч. obec) у округу Партизанске, у Тренчинском крају, Словачка Република.

## Становништво
| Година:    | 1994. | 2004.   | 2014.   | 2024.   |
| ---------- | ----- | ------- | ------- | ------- |
| Број људи: | 1897  | 1983    | 2025    | 1980    |
| Разлика:   |       | +4,53 % | +2,11 % | -2,22 % |

| Година:    | 2023. | 2024.   |
| ---------- | ----- | ------- |
| Број људи: | 1998  | 1980    |
| Разлика:   |       | -0,90 % |

Према подацима о броју становника из 2011. године насеље је имало 2.010 становника.